# Hertog Jan Arcener Tripel
Hertog Jan Arcener Tripel (vroeger simpelweg Hertog Jan Tripel) is een Nederlands bier van hoge gisting.
Het bier wordt gebrouwen in de Hertog Jan Brouwerij, te Arcen.
Het is een blond bier, type tripel, met een alcoholpercentage van 8,5%